# 이노정 (후쿠시마현)
이노정(飯野町)은 후쿠시마현 다테군에 있던 정이다. 2008년 7월 1일에 인접한 후쿠시마현 후쿠시마시에 편입합병되고 폐지되었으며, 후쿠시마시 이노지구가 되었다.
후쿠시마현 다테군의 남부, 아부쿠마 고지 북부의 구릉 지역에 위치해, 옛부터 농업과 함께 양잠업이 번성하고 견직물업이 발전했지만, 근래에는 통신 기기등의 약전 관계의 공장이 입지해, 산업구조의 변화가 진행되고 있다.

## 지리
아부쿠마 고지 북부의 구릉지대에 위치하며, 동서 6.4 km, 남북 10.1 km, 면적 21.31 km2이다. 합병 전에는, 후쿠시마현내에서는 유카와촌, 나카지마촌에 이어 3번째로 면적이 작은 자치체였다.합병 전에 지역 내에 후쿠시마시 다치코산의 토지가 존재해, 합병 후도 다치코산지구의 토지로 현존하고 있고. 동사무소(합병 후는 후쿠시마시 이노지소)의 표고는 180 m로, 경작지는 표고 200~300 m정도의 장소에 점재하지만, 구릉지이기 때문에 면적은 작다.
북쪽에 덴조산(532.2 m), 센간숲(462.5 m)이 있고 비교적 작은 산언덕이 이어져 있으며 중심 시가지를 제외한 취락은 그 산자락을 따라 점재되어 있다. 지질은 후기 화강암이 주체이며 천관숲은 복휘석 안산암으로 이루어져 있다.하천은, 마을 서쪽 가장자리를 1급하천 아부쿠마강이 흘러, 인접하는 가와마타정 메가미산에서 발단하는 메가미천이 마을 중앙을 서쪽으로 향해 흘러, 남부에서 아부쿠마강에 유입되고 있다. 그러나 아부쿠마강의 수면이 낮고 중소하천의 집수구역도 좁기 때문에 하천에 의한 수리는 풍부하지 않다.

## 역사
- 1871년 - 폐번치현에 의해 후쿠시마현에 소속되었다.
- 1889년 4월 1일 - 정촌제 시행과 함께 이노와, 니시이노와 합병해 이노촌으로, 아오키와 다치코야마가 합병해 다치키촌이 되었다.
- 1893년 2월 3일 - 다치키촌의 일부 촌역이 분리, 다쓰고야마촌이 신설되었다. 나머지는 아오키촌이되고, 다치키촌이 폐지되었다.
- 1930년 - 이노촌과 메이지촌으로 분촌하였다.
- 1937년 - 이노촌이 이노정으로 승격하였다.
- 1955년
  - 1월 1일 - 이노정, 아오키촌, 오쿠보촌, 메이지촌 등 4개 정·촌이 합병하여 이노정이 신설되고 이노정 등은 폐지되었다. 1정 3촌의 합병 당시 인구는 9,485명이었다.
  - 7월 10일 - 다쓰고야마촌이 후쿠시마시에 편입되었다.
- 2008년 7월 1일 - 이노정이 후쿠시마시에 편입 합병되고 폐지되었다.

## 교통

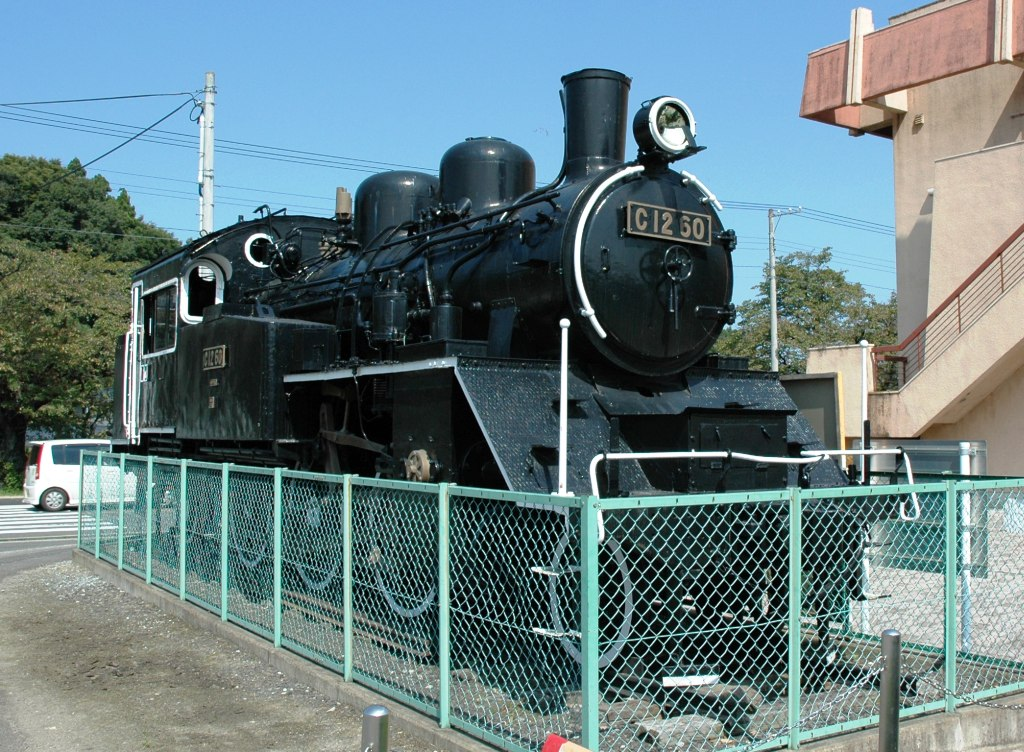
C1260

정내에 철도 노선은 없지만, 1926년부터 1972년까지, 일본국유철도 가와마타선이 도호쿠 본선의 마쓰카와역과 이와시로 가와마타역 사이, 대략 12 km를 연결하고 있어, 이노정에는 이와시로 이노역이 있었다. 이노공민관 앞에 당시 운행하던 국철 C12형 증기기관차인C1260가 전시돼 있다.

### 버스
- JR 버스 도호쿠
- 후쿠시마 교통

### 도로
- 국도 114호선

## 같이 보기
- 나카도리
- 로즈웰 (뉴멕시코주)